# Pseudochiridium traegardhi
Pseudochiridium traegardhi är en spindeldjursart som beskrevs av Albert Tullgren 1907. Pseudochiridium traegardhi ingår i släktet Pseudochiridium och familjen Pseudochiridiidae. Inga underarter finns listade i Catalogue of Life.